# Youcef Nouari
Youcef Nouari (ar. يوسف نواري ;ur. 14 lutego 1985) – algierski judoka.
Uczestnik mistrzostw świata w 2011. Startował w Pucharze Świata w 2013. Wicemistrz igrzysk afrykańskich w 2011. Zdobył trzy medale na mistrzostwach Afryki w latach 2010 - 2012. Trzeci na igrzyskach wojskowych w 2011 roku.